# Canton de Chalindrey
Le canton de Chalindrey est une circonscription électorale française du département de la Haute-Marne.

## Histoire
Un nouveau découpage territorial de la Haute-Marne entre en vigueur à l'occasion des élections départementales de 2015. Il est défini par le décret du 17 février 2014, en application des lois du 17 mai 2013 (loi organique 2013-402 et loi 2013-403). Les conseillers départementaux sont, à compter de ces élections, élus au scrutin majoritaire binominal mixte. Les électeurs de chaque canton élisent au Conseil départemental, nouvelle appellation du Conseil général, deux membres de sexe différent, qui se présentent en binôme de candidats. Les conseillers départementaux sont élus pour 6 ans au scrutin binominal majoritaire à deux tours, l'accès au second tour nécessitant 12,5 % des inscrits au 1er tour. En outre la totalité des conseillers départementaux est renouvelée. Ce nouveau mode de scrutin nécessite un redécoupage des cantons dont le nombre est divisé par deux avec arrondi à l'unité impaire supérieure si ce nombre n'est pas entier impair, assorti de conditions de seuils minimaux. Dans la Haute-Marne, le nombre de cantons passe ainsi de 32 à 17.
Le canton de Chalindrey est formé de communes des anciens cantons de Laferté-sur-Amance (9 communes), de Terre-Natale (6 communes), de Fayl-Billot (18 communes), de Neuilly-l'Évêque (1 commune), de Longeau-Percey (8 communes), de Langres (2 communes) et de Prauthoy (1 commune). Il est entièrement inclus dans l'arrondissement de Langres. Le bureau centralisateur est situé à Chalindrey.

## Représentation
| Période élective | Période élective | Mandat | Mandat   | Identité         | Nuance | Nuance | Qualité |
| ---------------- | ---------------- | ------ | -------- | ---------------- | ------ | ------ | --- |
| 2015             | 2021             | 2015   | 2021     | Bernard Gendrot  |        | LR     | Notaire, maire de Fayl-Billot Ancien conseiller général du Canton de Fayl-Billot (1996-2015) Vice-président délégué aux infrastructures et aux bâtiments |
| 2015             | 2021             | 2015   | 2021     | Véronique Michel |        | DVD    | Conseillère municipale de Chalindrey Présidente de la 6e commission (vie collégienne et e-administration)                                                |
| 2021             | 2028             | 2021   | en cours | Bernard Gendrot  |        | LR     | Conseiller sortant 1er Vice-président délégué aux finances, à la réglementation et au personnel (pôle ressources)                                        |
| 2021             | 2028             | 2021   | en cours | Véronique Michel |        | DVD    | Conseillère sortante |

### Résultats détaillés

#### Élections de mars 2015
À l'issue du 1er tour des élections départementales de 2015, trois binômes sont en ballottage : Bernard Gendrot et Véronique Michel (DVD, 41,82 %), Jean-François Gueniot et Marie Perrin (PS, 29,42 %) et Fabienne Millot et Gérard Terrillon (FN, 28,75 %). Le taux de participation est de 60,02 % (5 338 votants sur 8 893 inscrits) contre 52,92 % au niveau départemental et 50,17 % au niveau national.
Au second tour, Bernard Gendrot et Véronique Michel (DVD) sont élus avec 42,62 % des suffrages exprimés et un taux de participation de 60,79 % (2 222 voix pour 5 402 votants et 8 886 inscrits).

#### Élections de juin 2021
Le premier tour des élections départementales de 2021 est marqué par un très faible taux de participation (33,26 % au niveau national). Dans le canton de Chalindrey, ce taux de participation est de 45,68 % (3 938 votants sur 8 621 inscrits) contre 36,26 % au niveau départemental. À l'issue de ce premier tour, deux binômes sont en ballottage : Bernard Gendrot et Véronique Michel (DVD, 38,89 %) et Éric Darbot et Ludivine Deroche (Union au centre et à gauche, 22,74 %).
Le second tour des élections est marqué une nouvelle fois par une abstention massive équivalente au premier tour. Les taux de participation sont de 34,36 % au niveau national, 36,14 % dans le département et 43,5 % dans le canton de Chalindrey. Bernard Gendrot et Véronique Michel (DVD) sont élus avec 61,97 % des suffrages exprimés (2 128 voix pour 3 748 votants et 8 616 inscrits),,.

## Composition
Le canton de Chalindrey comprend quarante-cinq communes entières.
| Nom                                | Code Insee | Intercommunalité                           | Superficie (km2) | Population (dernière pop. légale) | Densité (hab./km2) | Modifier                                    |
| ---------------------------------- | ---------- | ------------------------------------------ | ---------------- | --------------------------------- | ------------------ | ------------------------------------------- |
| Chalindrey (bureau centralisateur) | 52093      | CC des Savoir-Faire                        | 20,05            | 2 347 (2022)                      | 117                | modifier les données · modifier les données |
| Anrosey                            | 52013      | CC des Savoir-Faire                        | 11,04            | 125 (2022)                        | 11                 | modifier les données · modifier les données |
| Arbigny-sous-Varennes              | 52015      | CC des Savoir-Faire                        | 9,84             | 86 (2022)                         | 8,7                | modifier les données · modifier les données |
| Belmont                            | 52043      | CC des Savoir-Faire                        | 7,47             | 48 (2022)                         | 6,4                | modifier les données · modifier les données |
| Bize                               | 52051      | CC des Savoir-Faire                        | 2,09             | 80 (2022)                         | 38                 | modifier les données · modifier les données |
| Celsoy                             | 52090      | CC des Savoir-Faire                        | 5,42             | 92 (2022)                         | 17                 | modifier les données · modifier les données |
| Champigny-sous-Varennes            | 52103      | CC des Savoir-Faire                        | 5,84             | 132 (2022)                        | 23                 | modifier les données · modifier les données |
| Champsevraine                      | 52083      | CC des Savoir-Faire                        | 40,77            | 721 (2022)                        | 18                 | modifier les données · modifier les données |
| Chaudenay                          | 52119      | CC des Savoir-Faire                        | 4,60             | 340 (2022)                        | 74                 | modifier les données · modifier les données |
| Chézeaux                           | 52124      | CC des Savoir-Faire                        | 10,73            | 78 (2022)                         | 7,3                | modifier les données · modifier les données |
| Coiffy-le-Bas                      | 52135      | CC des Savoir-Faire                        | 11,32            | 85 (2022)                         | 7,5                | modifier les données · modifier les données |
| Culmont                            | 52155      | CC des Savoir-Faire                        | 8,29             | 527 (2022)                        | 64                 | modifier les données · modifier les données |
| Farincourt                         | 52195      | CC des Savoir-Faire                        | 5,08             | 35 (2022)                         | 6,9                | modifier les données · modifier les données |
| Fayl-Billot                        | 52197      | CC des Savoir-Faire                        | 42,90            | 1 290 (2022)                      | 30                 | modifier les données · modifier les données |
| Genevrières                        | 52213      | CC des Savoir-Faire                        | 12,95            | 124 (2022)                        | 9,6                | modifier les données · modifier les données |
| Gilley                             | 52223      | CC des Savoir-Faire                        | 10,58            | 67 (2022)                         | 6,3                | modifier les données · modifier les données |
| Grandchamp                         | 52228      | CC d'Auberive Vingeanne et Montsaugeonnais | 4,78             | 69 (2022)                         | 14                 | modifier les données · modifier les données |
| Grenant                            | 52229      | CC des Savoir-Faire                        | 12,94            | 150 (2022)                        | 12                 | modifier les données · modifier les données |
| Guyonvelle                         | 52233      | CC des Savoir-Faire                        | 5,34             | 90 (2022)                         | 17                 | modifier les données · modifier les données |
| Haute-Amance                       | 52242      | CC des Savoir-Faire                        | 46,33            | 959 (2022)                        | 21                 | modifier les données · modifier les données |
| Heuilley-le-Grand                  | 52240      | CC des Savoir-Faire                        | 12,22            | 190 (2022)                        | 16                 | modifier les données · modifier les données |
| Laferté-sur-Amance                 | 52257      | CC des Savoir-Faire                        | 7,97             | 108 (2022)                        | 14                 | modifier les données · modifier les données |
| Les Loges                          | 52290      | CC des Savoir-Faire                        | 10,79            | 123 (2022)                        | 11                 | modifier les données · modifier les données |
| Maizières-sur-Amance               | 52303      | CC des Savoir-Faire                        | 7,97             | 97 (2022)                         | 12                 | modifier les données · modifier les données |
| Noidant-Chatenoy                   | 52354      | CC des Savoir-Faire                        | 5,21             | 81 (2022)                         | 16                 | modifier les données · modifier les données |
| Le Pailly                          | 52374      | CC des Savoir-Faire                        | 7,19             | 272 (2022)                        | 38                 | modifier les données · modifier les données |
| Palaiseul                          | 52375      | CC des Savoir-Faire                        | 4,98             | 51 (2022)                         | 10                 | modifier les données · modifier les données |
| Pierremont-sur-Amance              | 52388      | CC des Savoir-Faire                        | 16,27            | 151 (2022)                        | 9,3                | modifier les données · modifier les données |
| Pisseloup                          | 52390      | CC des Savoir-Faire                        | 3,19             | 61 (2022)                         | 19                 | modifier les données · modifier les données |
| Poinson-lès-Fayl                   | 52394      | CC des Savoir-Faire                        | 12,43            | 207 (2022)                        | 17                 | modifier les données · modifier les données |
| Pressigny                          | 52406      | CC des Savoir-Faire                        | 22,61            | 200 (2022)                        | 8,8                | modifier les données · modifier les données |
| Rivières-le-Bois                   | 52424      | CC des Savoir-Faire                        | 7,14             | 69 (2022)                         | 9,7                | modifier les données · modifier les données |
| Rougeux                            | 52438      | CC des Savoir-Faire                        | 9,82             | 114 (2022)                        | 12                 | modifier les données · modifier les données |
| Saint-Broingt-le-Bois              | 52445      | CC des Savoir-Faire                        | 4,49             | 71 (2022)                         | 16                 | modifier les données · modifier les données |
| Saint-Vallier-sur-Marne            | 52457      | CC des Savoir-Faire                        | 6,64             | 173 (2022)                        | 26                 | modifier les données · modifier les données |
| Saulles                            | 52464      | CC des Savoir-Faire                        | 17,18            | 52 (2022)                         | 3,0                | modifier les données · modifier les données |
| Savigny                            | 52467      | CC des Savoir-Faire                        | 6,19             | 58 (2022)                         | 9,4                | modifier les données · modifier les données |
| Soyers                             | 52483      | CC des Savoir-Faire                        | 6,05             | 68 (2022)                         | 11                 | modifier les données · modifier les données |
| Torcenay                           | 52492      | CC des Savoir-Faire                        | 8,49             | 553 (2022)                        | 65                 | modifier les données · modifier les données |
| Tornay                             | 52493      | CC des Savoir-Faire                        | 7,30             | 29 (2022)                         | 4,0                | modifier les données · modifier les données |
| Valleroy                           | 52503      | CC des Savoir-Faire                        | 3,43             | 24 (2022)                         | 7,0                | modifier les données · modifier les données |
| Varennes-sur-Amance                | 52504      | CC des Savoir-Faire                        | 12,64            | 257 (2022)                        | 20                 | modifier les données · modifier les données |
| Velles                             | 52513      | CC des Savoir-Faire                        | 4,29             | 62 (2022)                         | 14                 | modifier les données · modifier les données |
| Violot                             | 52539      | CC des Savoir-Faire                        | 4,27             | 64 (2022)                         | 15                 | modifier les données · modifier les données |
| Voncourt                           | 52546      | CC des Savoir-Faire                        | 3,50             | 17 (2022)                         | 4,9                | modifier les données · modifier les données |
| Canton de Chalindrey               | 5203       |                                            | 490,62           | 10 597 (2022)                     | 22                 | modifier les données                        |

## Démographie
En 2022, le canton comptait 10 597 habitants, en évolution de −2,9 % par rapport à 2016 (Haute-Marne : −4,62 %, France hors Mayotte : +2,11 %).
| 2013   | 2018   | 2022   |
| ------ | ------ | ------ |
| 11 115 | 10 805 | 10 597 |